# Tyromyces galactinus
Tyromyces galactinus là một loài nấm thuộc họ Polyporaceae. Đây là một sinh vật gây bệnh cho cây.